# Theodorus Metochites
Theodorus Metochites (Grieks: Θεόδωρος Μετοχίτης) was een Byzantijns staatsman, auteur, filosoof en patroon van de kunsten die leefde van 1270 tot 1332. Van 1305 tot 1328 was hij persoonlijk adviseur van keizer Andronikos II Palaiologos.

## Biografie
Metochites werd geboren in Constantinopel als zoon van aartsdiaken Georgios Metochites, een fervente voorstander van hereniging tussen de orthodoxe en katholieke kerken. Na het Tweede Concilie van Blachernae, werd zijn vader veroordeeld en verbannen; zo kwam het dat de jonge Metochites zijn jeugd sleet in het kloostermilieu van Bithynië. Hij hield zich bezig met de studie van zowel wereldlijke als religieuze auteurs. Toen Andronikos II Nicaea bezocht in 1290-1291, maakte Metochites zo een indruk op hem dat hij benoemd werd tot logothetes ton agelon (belangrijke post in het Byzantijnse rijk). Een klein jaar later, werd hij benoemd tot senator. Naast zijn politieke carrière bleef Metochites zich ook bezighouden met studeren en schrijven. In 1312-1313 begon hij astronomie te studeren van Manuel Bryennios; later werd hij zelf de leraar van Nicephorus Gregorias. Hij was getrouwd en had 5 zonen en een dochter, Irene (echtgenote van Johannes Komenos Palaiologos). Zijn politieke carrière bereikte een hoogtepunt in 1321, toen hij benoemd werd tot Megas logothetes. Toen was hij op het hoogtepunt van zijn macht en een van de rijkste mannen van zijn tijd. Hij spendeerde een deel van zijn geld aan de restauratie en decoratie van de Chorakerk, waar de gift van Metochites nog altijd bewonderd kan worden in een beroemde mozaïek in de narthex, boven de ingang naar het middenschip. Metochites' fortuin was spijtig genoeg te zeer gelinkt aan de keizers. Toen na enkele jaren burgeroorlog Andronikos II van zijn troon gestoten werd in 1328 door zijn eigen kleinzoon, Andronikos III Palaiologos, viel Metochites ook van zijn troon. Zijn bezittingen werden geconfisqueerd en hij werd verbannen naar Didymoteichon. In 1330 mocht hij terugkeren naar Constantinopel en keerde hij terug naar Chora, waar hij stierf op de 13e maart 1332, onder de kloosternaam Theoleptos.

## Geschriften
Metochites' werk bestaat uit 20 gedichten in dactylische hexameters, 18 redes, commentaren op de werken van Aristoteles over natuurfilosofie, een inleiding op de studie van de Ptolemeïsche astronomie en 120 essays over verschillende onderwerpen. Veel van deze werken zijn nog altijd niet uitgegeven.
Dit artikel of een eerdere versie ervan is een (gedeeltelijke) vertaling van het artikel Theodore Metochites op de Engelstalige Wikipedia, dat onder de licentie Creative Commons Naamsvermelding/Gelijk delen valt. Zie de bewerkingsgeschiedenis aldaar. Bronnen hieronder stonden aan de basis van het artikel in de Engelstalige wikipedia.
- Bibsys: 95003507
- Biblioteca Nacional de España: XX1517721
- Bibliothèque nationale de France: cb12000562c (data)
- Catàleg d'autoritats de noms i títols de Catalunya: 981058612724506706
- CiNii: DA07922228
- Gemeinsame Normdatei: 118991949
- International Standard Name Identifier: 0000 0001 0889 1969
- Library of Congress Control Number: n83032201
- Mathematics Genealogy Project: 184631
- Nationale Bibliotheek van Tsjechië: js20010125061
- Nationale bibliotheek van Australië: 35601196
- Nationale Bibliotheek van Israël: 987007265341505171
- Nationale Bibliotheek van Polen: a0000001184025
- Nationale en Universitaire bibliotheek Zagreb: 000313059
- Nederlandse Thesaurus van Auteursnamen: 074917722
- Réseau des bibliothèques de Suisse occidentale: 02-A000161688
- Istituto Centrale per il Catalogo Unico: SBLV307136
- LIBRIS: 76713
- SNAC: w6ww9md3
- Système universitaire de documentation: 028104773
- Trove: 1010531
- Virtual International Authority File: 281672998
- WorldCat: E39PBJt3XXJvTQwr39B39rmw4q